# スフィアリーグ
スフィアリーグは、2005年12月15日から2007年8月26日まで行われた芸能人女子フットサルの公式大会の名称である。

## リーグ名の由来
Sphere（幾何学上の）球（体）：一般に球、丸い物体のことである。フットサルボールの球と、フジテレビのシンボルの球体（本社社屋の球体展望台）を意味する。

## リーグの理念
女性が生まれ持つ美しさとスポーツの楽しさをフットサルを通じて具現化し、広く人々が彼女達に憧れ、フットサルをプレーする機会・楽しむ機会を得られる様、プロモーション活動を行い、フットサルの普及推進に努める女子サッカー全体の発展へと繋げる。

## スフィアリーグ参加規定・試合ルール
- （財）日本サッカー協会への個人登録を済ませてあること。
- 各プロダクションに所属し、芸能活動もしくは今後芸能活動を行う予定のある者。
- 参加選手は所属事務所よりプロフィール（写真、出演歴を明記したもの）の提出を義務付ける。
- スフィアリーグ実行委員会で承認された選手であること。
- 試合ルールは日本サッカー協会によるフットサルルールに則る。ただし、試合時間をはじめとする一部は各大会の特別ルールとする。判定の最終的な判断は当該試合の審判に委ねる。

（スフィアリーグ公式サイトから引用）

## リーグ参加チーム
各チームの所属選手については芸能人女子フットサル選手の一覧を参照。また、退団・移籍等で所属が変わっていることがあるので最新の情報はスフィアリーグや各チームのホームページ等も確認していただきたい。
リーグスタート時から参加しているチーム
- carezza（カレッツァ、サンズエンタテインメント）

監督　野田義治（サンズエンタテインメント社長）
- XANADU loves NHC（ザナドゥー　ラブズ　エヌエイチシー、ホリプロ）※旧チーム名「ホリダシモノ」

監督　宮本和知（元読売ジャイアンツ投手）
- chakuchaku J.b（チャクチャクジェービー、プロシード中心の複数のプロダクションに所属する女性タレントの連合軍）※旧チーム名「CHOOP（シュープ）」←「L.A.ANGEL」

監督　清水有史（RUF代表取締役）
- FANTASISTA（ファンタジスタ、Y・M・O）

監督　大竹奈美（元サッカー女子日本代表）
- TEAM dream（チームドリーム、エイベックス・エンタテインメント）アイドル歌手グループDRMを中心としたチーム。

監督　長州小力（芸人）
- ミスマガジン（講談社）

監督　福永泰（サッカー解説者）
- 南葛シューターズ（ナンカツシューターズ、メディア・モール）※旧チーム名「南葛YJシューターズ」←「YJシューターズ」

監督　高橋陽一（漫画家/『キャプテン翼』作者）
- ASAI RED ROSE（アサイレッドローズ、浅井企画）

監督　加藤カズヨシ（浅井企画社員）
- YOTSUYA CLOVERS（ヨツヤクローバーズ、太田プロダクション）

監督　眞境名オスカー （前Fリーグ 名古屋オーシャンズ監督）
- 蹴竹G（シュウチクジー、松竹芸能）

監督　安田大サーカス（芸人）、難波規精（松竹芸能東京支社長）
リーグスタート後より参加しているチーム
- ZENT sweeties（ゼントスィーティーズ、バーニングパブリッシャーズ）※旧チーム名「Team Good」→「Team sunny-side up」

監督　周防彰悟（バーニングパブリッシャーズ代表取締役）
第1回グッドウィルカップおよび「お台場冒険王“真夏の女王”決定戦」に参戦。2005～2006シーズンはFINALのみワンマッチで参戦した（対ASAI RED ROSE戦）。
- 表参道BEAUTY（オスカープロモーション）

監督　木原正之（オスカープロモーション社員）
「お台場冒険王“真夏の女王”決定戦」より参戦。
リーグから離脱したチーム
- Gatas Brilhantes H.P.（ガッタス ブリリャンチス エイチピー、ハロー!プロジェクト）

2003年に結成。芸能界における女子フットサルの草分け的存在となる。リーグ発足時より参加していたが、2005－2006シーズンのみ参加。その後リーグを脱退し、現在はすかいらーくグループリーグを中心に活動している。

## すかいらーくグループCUP
主催・後援・協賛組織
- 主催

（財）東京都サッカー協会
スフィアリーグ事務局
- 後援

（財）日本サッカー協会
- 特別協賛

すかいらーくグループ

### スケジュール
| ステージ名    | 開催日                 | 会場                                                                  | 不参加チーム                                     | オープン参加チーム        |
| ------------- | ---------------------- | --------------------------------------------------------------------- | ------------------------------------------------ | ------------------------- |
| 開幕戦        | 2007年5月4日（金・祝） | 有明コロシアム                                                        | YOTSUYA CLOVERS、ASAI RED ROSE、蹴竹G、Team Good | －                        |
| ザ･冒険王2007 | 2007年7月16日－8月26日 | お台場冒険王2007冒険ランド内 すかいらーくグループフットサルスタジアム | TEAM dream                                       | 表参道BEAUTY、TEAM SPAZIO |

### プレマッチ
フジテレビ「恋するフットサル」の公開収録「恋サル プレシーズンマッチ」が2007年2月26日（月）に駒沢オリンピック公園体育館で行われた。
- 結果

chaku chaku J.b 3-0 Team Good
南葛シューターズ 2-1 ミスマガジン
XANADU loves NHC 3-0 FANTASISTA
carezza 4-1 TEAM dream

### 開幕戦

#### 試合方法
参加7チームをそれぞれ2つ（グループAは4チーム、グループBは3チーム）に分けてリーグ戦を行う。このうち、グループAは抽選により1チームと戦わない。
予選リーグの試合時間は前後半7分、ハーフタイム2分のランニングタイムで行い、勝利チームには勝点3、引き分けの場合は両チームに勝点1を与える。
順位の決定方法はグループAでは勝点、勝点が同じの場合は直接対決による成績、引き分けの場合は抽選、直接対決がない場合は3対3のPK戦。グループBでは勝点、得失点差、直接対決の成績、抽選によって、両グループの1位チームが決勝戦で対決する。
決勝戦は前後半10分、ハーフタイム3分のランニングタイムで行う。

#### グループリーグ
チームの振り分けと結果は次の通り。
|                  | dream      | XANADU       | J.b          | ミスマガ     | 勝数 | 負数 | 引分 | 勝点 | 総得点 | 総失点 | 得失点差 | 順位 |
| ---------------- | ---------- | ------------ | ------------ | ------------ | ---- | ---- | ---- | ---- | ------ | ------ | -------- | ---- |
| TEAM dream       | *          | ●0-1         | ●0-1         | （対戦なし） | 0    | 2    | 0    | 0    | 0      | 2      | -2       | 4    |
| chakuchaku J.b   | ○1-0       | *            | （対戦なし） | △1-1         | 1    | 0    | 1    | 4    | 2      | 1      | +1       | 2    |
| XANADU loves NHC | ○1-0       | （対戦なし） | *            | ○1-0         | 2    | 0    | 0    | 6    | 2      | 0      | +2       | 1    |
| ミスマガジン     | 対戦なし） | ●0-1         | △1-1         | *            | 0    | 1    | 1    | 1    | 1      | 2      | -1       | 3    |

XANADU loves NHCが決勝進出
|                  | carezza | FANTA | 南葛 | 勝数 | 負数 | 引分 | 勝点 | 総得点 | 総失点 | 得失点差 | 順位 |
| ---------------- | ------- | ----- | ---- | ---- | ---- | ---- | ---- | ------ | ------ | -------- | ---- |
| carezza          | *       | △1-1  | △1-1 | 0    | 0    | 2    | 2    | 2      | 2      | 0        | 2    |
| FANTASISTA       | △1-1    | *     | ○2-1 | 1    | 0    | 1    | 4    | 3      | 2      | +1       | 1    |
| 南葛シューターズ | △1-1    | ●1-2  | *    | 0    | 1    | 1    | 1    | 2      | 3      | -1       | 3    |

FANTASISTAが決勝進出

#### 決勝戦
XANADU loves NHC（グループA1位）1-0 FANTASISTA（グループB1位）
| 順位 | 選手名     | 所属チーム       | 得点数 |
| ---- | ---------- | ---------------- | ------ |
| 1位  | 松本美佳里 | XANADU loves NHC | 2      |
| 2位  | 丸居沙矢香 | chaku chaku J.b  | 1      |
| 同   | 青谷優衣   | FANTASISTA       | 1      |
| 同   | 松原渓     | 南葛シューターズ | 1      |
| 同   | 長谷川桃   | carezza          | 1      |
| 同   | 佐々木蓮   | FANTASISTA       | 1      |
| 同   | かりん     | FANTASISTA       | 1      |
| 同   | 阪本麻美   | 南葛シューターズ | 1      |
| 同   | 優木紗和   | chaku chaku J.b  | 1      |
| 同   | 杉田沙緒里 | ミスマガジン     | 1      |
| 同   | MANAMI     | XANADU loves NHC | 1      |

### ザ・冒険王2007
フジテレビが夏に行っているお台場冒険王の特設会場「冒険ランド」にはフットサルコートが設営されており、スフィアリーグが設立される前から大会が開かれている。2004年の「お台場カップ」はGatas Brilhantes H.P.、 2005年の「冒険王リーグ」はCHOOP（現 chaku chaku J.b）、スフィアリーグが設立された2006年の「お台場冒険王“真夏の女王”決定戦」はFANTASISTAが制している。4年目を迎えた2007年はスフィアリーグの公式戦として行われ、この大会と平行して各チームによる無料（1Dayパスポートは必要）の公開練習や一般チームとの交流戦「冒険王CUP」なども行われた。

#### 試合方法
参加チームを4グループに分け、1グループ5チームによる総当たりの予選リーグを行う。このうちYOTSUYA CLOVERS、XANADU loves NHC、FANTASISTA、TEAM SPAZIOは1回、それ以外のチームは2回出場する。各グループ上位2チーム、計8チームがトーナメントによる決勝大会に進むことが出来る。
試合時間は予選リーグは10分のランニングタイム、決勝大会は前後半7分、ハーフタイム2分で行われる。

#### グループリーグ
チームの振り分けと結果は次の通り。
|                    | ASAI | J.b  | sunny | YOTSUYA | 表参道 | 勝数 | 負数 | 引分 | 勝点 | 総得点 | 総失点 | 得失点差 | 順位 |
| ------------------ | ---- | ---- | ----- | ------- | ------ | ---- | ---- | ---- | ---- | ------ | ------ | -------- | ---- |
| ASAI RED ROSE      | *    | △0-0 | ○3-0  | △0-0    | ○3-0   | 2    | 0    | 2    | 8    | 6      | 0      | +6       | 1    |
| chaku chaku J.b    | △0-0 | *    | △1-1  | △0-0    | ○4-0   | 1    | 0    | 3    | 6    | 5      | 1      | +4       | 2    |
| Team sunny-side up | ●0-3 | △1-1 | *     | ○2-0    | △1-1   | 1    | 1    | 2    | 5    | 4      | 5      | -1       | 3    |
| YOTSUYA CLOVERS    | △0-0 | △0-0 | ●0-2  | *       | ○2-1   | 1    | 1    | 2    | 5    | 2      | 3      | -1       | 4    |
| 表参道BEAUTY       | ●0-3 | ●0-4 | △1-1  | ●1-2    | *      | 0    | 3    | 1    | 1    | 2      | 10     | -8       | 5    |

3位と4位は総得点差による。

1位 ASAI RED ROSE、 2位 chaku chaku J.b が決勝大会進出。

4位のYOTSUYA CLOVERSは予選落ち決定。
|                  | XANADU | 南葛 | 蹴竹G | ミスマガ | ASAI | 勝数 | 負数 | 引分 | 勝点 | 総得点 | 総失点 | 得失点差 | 順位 |
| ---------------- | ------ | ---- | ----- | -------- | ---- | ---- | ---- | ---- | ---- | ------ | ------ | -------- | ---- |
| XANADU loves NHC | *      | ○1-0 | ○1-0  | ○2-0     | ○1-0 | 4    | 0    | 0    | 12   | 5      | 0      | +5       | 1    |
| 南葛シューターズ | ●0-1   | *    | △0-0  | △1-1     | ○1-0 | 1    | 1    | 2    | 5    | 2      | 2      | ±0       | 2    |
| 蹴竹G            | ●0-1   | △0-0 | *     | △1-1     | △1-1 | 0    | 1    | 3    | 3    | 2      | 3      | -1       | 3    |
| ミスマガジン     | ●0-2   | △1-1 | △1-1  | *        | △1-1 | 0    | 1    | 3    | 3    | 3      | 5      | -2       | 4    |
| ASAI RED ROSE    | ●0-1   | ●0-1 | △1-1  | △1-1     | *    | 0    | 2    | 2    | 2    | 2      | 4      | -2       | 5    |

3位と4位は得失点差による。

1位 XANADU loves NHC、 2位 南葛シューターズ が決勝大会進出。

5位のASAI RED ROSEはグループA1位で決勝大会進出決定済。
|                  | carezza | 蹴竹G | 南葛 | ミスマガ | 表参道 | 勝数 | 負数 | 引分 | 勝点 | 総得点 | 総失点 | 得失点差 | 順位 |
| ---------------- | ------- | ----- | ---- | -------- | ------ | ---- | ---- | ---- | ---- | ------ | ------ | -------- | ---- |
| carezza          | *       | ○1-0  | ○2-0 | ○2-0     | ○5-0   | 4    | 0    | 0    | 12   | 10     | 0      | +10      | 1    |
| 蹴竹G            | ●0-1    | *     | △1-1 | ○3-0     | ○2-0   | 2    | 1    | 1    | 7    | 6      | 2      | +4       | 2    |
| 南葛シューターズ | ●0-2    | △1-1  | *    | ○2-0     | ○1-0   | 2    | 1    | 1    | 7    | 4      | 3      | +1       | 3    |
| ミスマガジン     | ●0-2    | ●0-3  | ●0-2 | *        | ○1-0   | 1    | 3    | 0    | 3    | 1      | 7      | -6       | 4    |
| 表参道BEAUTY     | ●0-5    | ●0-2  | ●0-1 | ●0-1     | *      | 0    | 4    | 0    | 0    | 0      | 9      | -9       | 5    |

2位と3位は得失点差による。

1位 carezza、 2位 蹴竹G が決勝大会進出。

3位の南葛シューターズはグループB2位で決勝大会進出決定済。

4位のミスマガジン、5位の表参道BEAUTYは予選落ち決定。
|                    | carezza | FANTA | J.b  | sunny | SPAZIO | 勝数 | 負数 | 引分 | 勝点 | 総得点 | 総失点 | 得失点差 | 順位 |
| ------------------ | ------- | ----- | ---- | ----- | ------ | ---- | ---- | ---- | ---- | ------ | ------ | -------- | ---- |
| carezza            | *       | ○1-0  | ●1-2 | ○2-0  | ○5-1   | 3    | 1    | 0    | 9    | 9      | 3      | +6       | 1    |
| FANTASISTA         | ●0-1    | *     | ○1-0 | △0-0  | ○4-0   | 2    | 1    | 1    | 7    | 5      | 1      | +4       | 2    |
| chaku chaku J.b    | ○2-1    | ●0-1  | *    | △0-0  | ○2-0   | 2    | 1    | 1    | 7    | 4      | 2      | +2       | 3    |
| Team sunny-side up | ●0-2    | △0-0  | △0-0 | *     | ○2-0   | 1    | 1    | 2    | 5    | 2      | 2      | ±0       | 4    |
| TEAM SPAZIO        | ●1-5    | ●0-4  | ●0-2 | ●0-2  | *      | 0    | 4    | 0    | 0    | 1      | 13     | -12      | 5    |

2位と3位は得失点差による。

1位のcarezzaはグループC1位、3位のchaku chaku J.bはグループA2位で決勝大会進出決定済のため、

2位のFANTASISTAが1位扱い、4位のTeam sunny-side upが2位扱いで決勝大会進出。

5位のTEAM SPAZIOは予選落ち決定。

#### 決勝大会
決勝大会　2007年8月26日（日）
- 第1回戦

第1試合　ASAI RED ROSE（グループA1位） 2-1(前半2-1)  Team sunny-side up（グループD4位）
第2試合　XANADU loves NHC（グループB1位） 1-0(前半1-0) 蹴竹G（グループC2位）
第3試合　carezza（グループC1位） 3-1(前半2-0) chaku chaku J.b（グループA2位）
第4試合　FANTASISTA（グループD2位） 0-0(前半0-0 PK 3-1)  南葛シューターズ（グループB2位）
- 準決勝

第1試合　ASAI RED ROSE 1-3(前半1-2) XANADU loves NHC
第2試合　carezza 2-0(前半0-0) FANTASISTA
- 3位決定戦

ASAI RED ROSE 0-0(前半0-0 PK 6-7) FANTASISTA
- 決勝戦

XANADU loves NHC 1-0(前半1-0) carezza
| 順位 | 選手名     | 所属チーム         | 予選グループA | 予選グループB | 予選グループC | 予選グループD | 決勝大会 | 得点数 |
| ---- | ---------- | ------------------ | ------------- | ------------- | ------------- | ------------- | -------- | ------ |
| 1位  | 長谷川桃   | carezza            | -             | -             | 2             | 4             | 2        | 8      |
| 2位  | 小島くるみ | carezza            | -             | -             | 4             | 0             | 2        | 6      |
| 3位  | 山口百恵   | ASAI RED ROSE      | 2             | 1             | 2             | -             | -        | 5      |
| 同   | 南まりか   | carezza            | -             | -             | 1             | 3             | 1        | 5      |
| 同   | 森辺彩     | Team sunny-side up | 4             | -             | -             | 1             | 0        | 5      |
| 6位  | 吉野ももみ | carezza            | -             | -             | 3             | 1             | 0        | 4      |
| 同   | 中村摂     | 蹴竹G              | -             | 1             | 3             | 0             | -        | 4      |
| 8位  | 結城巳貴   | 蹴竹G              | -             | 0             | 3             | -             | 0        | 3      |
| 9位  | 11名       |                    |               |               |               |               |          | 2      |
| 20位 | 24名       |                    |               |               |               |               |          | 1      |

## 歴代決勝戦
| ステージ数         | 実施日               | 会場                       | 優勝チーム            | 決勝スコア   | 準優勝チーム          |
| ------------------ | -------------------- | -------------------------- | --------------------- | ------------ | --------------------- |
| 1stステージ        | 2005年12月15日（木） | 駒沢オリンピック公園体育館 | carezza               | 1-0          | ASAI RED ROSE         |
| 2ndステージ        | 2006年2月23日（木）  | 駒沢オリンピック公園体育館 | Gatas Brilhantes H.P. | 0-0 (PK/5-4) | TEAM dream            |
| 3rdステージ        | 2006年4月6日（木）   | 愛知県体育館               | TEAM dream            | 2-1          | carezza               |
| 4thステージ        | 2006年5月11日（木）  | 国立代々木競技場第一体育館 | TEAM dream            | 4-2          | Gatas Brilhantes H.P. |
| 5thステージ        | 2006年10月17日（火） | 有明コロシアム             | FANTASISTA            | 0-0 (PK3-2)  | YOTSUYA CLOVERS       |
| ファイナルステージ | 2006年11月30日（木） | 有明コロシアム             | XANADU loves NHC      | 0-0 (PK/2-1) | Gatas Brilhantes H.P. |

| ステージ名     | 実施日                 | 会場           | 優勝チーム       | 決勝スコア | 準優勝チーム |
| -------------- | ---------------------- | -------------- | ---------------- | ---------- | ------------ |
| 開幕戦         | 2007年5月4日（金・祝） | 有明コロシアム | XANADU loves NHC | 1-0        | FANTASISTA   |
| ザ・冒険王2007 | 2007年8月26日（日）    | お台場冒険王   | XANADU loves NHC | 1-0        | carezza      |

### 歴代の連覇達成チーム
- 3連覇

XANADU loves NHC（2005-2006シーズン FINAL&2007シーズン 開幕戦、「ザ・冒険王2007」）
- 2連覇

TEAM dream（2005～2006シーズン 3rd&4thステージ）

## 備考
- なるべく多くのチームが参加でき、なおかつスケジュールの問題上、1日で結果が出るようにしている。
- 2005-2006シーズンの試合は平日に行われていた。これは最も集客力のあるGatas Brilhantes H.P.の母体であるハロー!プロジェクトが毎週土、日の週末はコンサートなどの興業を優先しているためであると思われるが、ガッタスが撤退後の2007シーズンは土曜、日曜、祝日、平日でもお盆開催が多くなっている。
- 最近ではオスカープロモーションなど数チームが新規参入の準備をしており、出場枠を増やすのかリーグ出場枠を巡って試合をするのかも注目される。
- 各クラブともユニフォームへのロゴ掲載を見るとわかるように各々スポンサーを増やしており大会への注目度の高さがうかがえる。
- しかし最近では女子芸能人フットサル以外にこれといった芸能活動の実績がなく、一般女子の強豪フットサルチームに在籍していたような傭兵等と揶揄されるセミプロや経験者が散見される為、本来の理念と乖離しつつあるという指摘もあり、参加規定等の見直し又は運用面での明確化をすべきという意見も強くなってきている。
- 2007年の「ザ・冒険王2007」を最後にスフィアリーグは事実上消滅し、これに替わる大会が「メルシートゥフェスタ」として同年8月から本格的にスタートした。

## グッズ
- DVD「スフィアリーグ公式 フットサル基礎トレーニング」（2006年5月24日発売、hachama HKBN-10006）

## 試合中継
2007シーズンの開幕戦、「ザ・冒険王2007」の決勝大会はフジテレビ739が生中継した。
- 解説
  - 水内猛（元サッカー選手、スポーツキャスター 2007シーズン 開幕戦、「ザ・冒険王2007」）
- 実況
  - 青嶋達也（2007シーズン 開幕戦）
  - 福永一茂（同 開幕戦）
  - 小穴浩司（同 「ザ・冒険王2007」）
  - 中村義昭（同 「ザ・冒険王2007」）

（青嶋・福永・小穴はフジテレビアナウンサー、中村はフリー）
- イベント進行（フジテレビアナウンサー）
  - 佐野瑞樹（2007シーズン開幕戦）
- リポーター（フジテレビアナウンサー）
  - 本田朋子（2007シーズン開幕戦）
  - 石本沙織（同 「ザ・冒険王2007」）